# Fontosabb tisztségviselők III. Amenhotep alatt

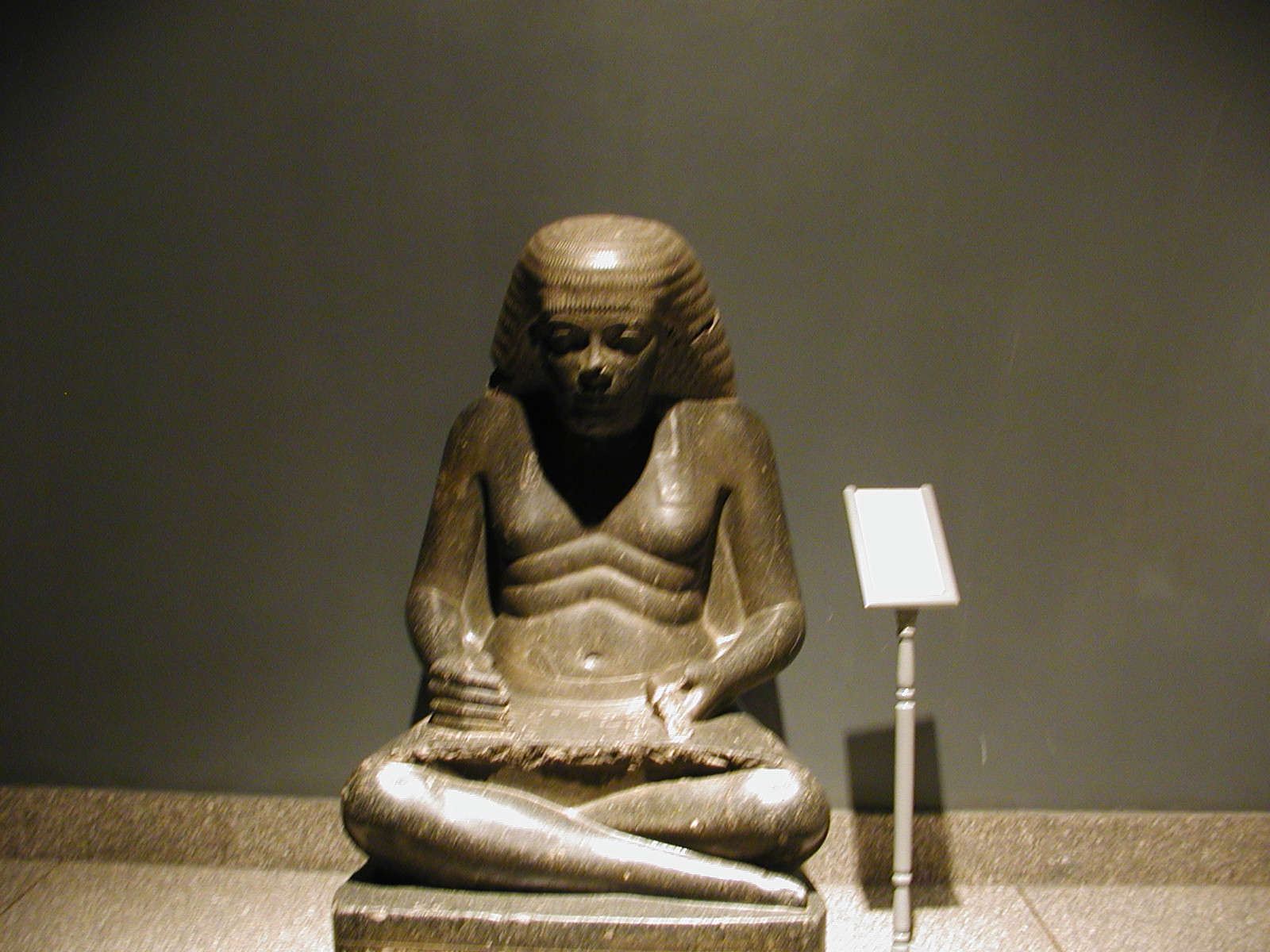
Amenhotep, Hapu fia, az egyik legfontosabb tisztségviselő a fáraó udvarában

Ezek a személyek töltöttek be fontos pozíciókat III. Amenhotep egyiptomi fáraó uralkodása alatt. A sírok jelölésénél a TT jelentése: Theban tombs, thébai sírok.

## Udvari tisztségviselők

### Háznagyok
- Amenemhat, más néven Szurer (A király fő háznagya, Legyezőhordozó, Királyi írnok) It-taui, Ámon nyájainak felügyelője és Mut-Tuja „királyi ékszer” (kb. udvarhölgy) fia. Sírja a TT48-as.
- Amenhotep-Hui (Memphiszi fő háznagy) 10 korsót adományozott a jubileumi ünnepre a 30. és 31. évben.
- Amenmosze (A déli város háznagya, A király thébai háznagya) sírja a TT89-es.
- Noferronpet (Háznagy és királyi inas) Mai királyi követ, az íjászok vezérének fia.
- Noferszeheru (A „Ré ragyogása” királyi birtok háznagya) sírja a TT107-es.
- Szennofer (A király fő háznagya; Min, Ipu ura és Ptah, Tjenen legnagyobbja prófétáinak elöljárója; Ámon első prófétája Hentnoferben) címei szobrán maradtak fenn.
- Uszerhat (A király magánlakosztályainak felügyelője) Neh bíró és Szenenu fia, Maiai férje. Sírja a TT47-es.
- Heruef, más néven Szena (Királyi írnok, A király első hírnöke, később Tije nagy királyi hitves háznagya) szülei Sziked, a Két Föld Ura hadseregének írnoka és Ruju, Ízisz énekesnője, isteni anya. Sírja a TT192-es számú.
- Huja (Tije nagy királyi hitves háznagya) neve sírjában, az amarnai 1. sírban maradt fenn.
- Amenhotep, Hapu fia (Szitamon hercegnő és királyné háznagya)

### Kamarások
- Amenhotep, Juti fia (Kamarás). Apja, Juti is kamarás volt.
- Amenmosze, Pai, Penamon, Meriamon, Hatiai, Kenamon és Thotmesz (Nevüket a szed-ünnepre adományozott korsókon találták.)

### Egyéb tisztségviselők az udvarban
- Ameneminet (Királyi hírnök)
- Hekaresu (A királyi dajkák felügyelője) sírjában (TT226) egy jeleneten Amenhotep négy gyermekével a térdén ábrázolják; egy másik jeleneten áldozati ajándékot visz Amenhotep és anyja, Mutemwia anyakirályné elé.
- Juja (Min főpapja, Min nyájainak felügyelője, A lovak felügyelője, A harci szekerek parancsnoka) és Tuja (Ámon és Min háremének elöljárója; ez a templomi zenészek, énekesek felügyeletét jelentette) Tije királyné szülei voltak. Amenhotep uralkodásának vége felé haltak meg, és a Királyok Völgyében temették el őket KV46). Sírjukat érintetlenül találták meg 1905-ben.
- Men, udvari főszobrász, Bek udvari főszobrász apja
- Meriré (A jóságos isten [a fáraó] dajkáinak felügyelője) egy szakkarai feliratról ismert.
- Minemheb (A jubileumi templomon dolgozók vezetője, A Két Föld Ura hadseregének írnoka) egy szobráról ismert; egyike azoknak, akiknek feladata volt felügyelni az előkészületeket a jubileumi ünnepségekre.
- Nebmerutef (Fő felolvasópap, Királyi írnok) thébai és szolebi templomi feliratokról ismert; az első jubileumi ünnepségen részt vett a király szertartásain, alakja megjelenik az ünnepi ruhát és a vörös koronát viselő fáraó és Tije királyné előtt, amikor az ünnepség végeztével a palota felé tartanak.
- Ré (A király első hírnöke) III. Amenhotep és apja, IV. Thotmesz alatt is szolgált. Sírja a TT201-es.
- Széth vagy Szetes (Királyi pohárnok) egy Básztet-szentély közelében, a Bubaszteion sziklái közti I.13-as sírban temették el, sírját Alain Zivie vezetésével francia egyiptológusok tárták fel. A sírfeliratok alapján a hadseregben is szolgált.
- Tjaian (A fogadócsarnok felügyelője)

## Állami tisztségviselők

### Vezírek
- Thotmesz (Észak vezírje) Amenhotep uralkodása elején; már apja uralkodása alatt is szolgált
- Ptahmosze (Dél vezírje, Théba polgármestere, A munkálatok felügyelője, Ámon főpapja, Alsó- és Felső-Egyiptom papjainak elöljárója, Legyezőhordozó a király jobbján) Amenhotep uralkodásának elején szolgált.
- Amenhotep, más néven Hui (Dél vezírje, A király minden építkezésének felügyelője) neve a 30. uralkodási évből maradt fenn, mikor korsókat adományozott a jubileumi ünnepségre. Feltehetőleg Ptahmoszét követte a Dél vezírje poszton.
- Aperel (Észak vezírje, Isteni atya, a Kap gyermeke) szakkarai sírját Alain Zivie fedezte fel az 1980-as években. Feleségével, Taurettel, és fiukkal, Hui tábornokkal temették el.
- Ramosze (A város kormányzója, Észak vezírje) neve szintén a 30. évből maradt fenn, mikor Amenhotep vezírhez hasonlóan korsókat adományozott a szed-ünnephez. Sírja a TT55-ös számú.

### Kincstárnokok
- Merimeri (A kincstár őre) egy szakkarai feliratról ismert.
- Juju (A kincstár őre) és felesége, Tiji szobrát ma a Louvre-ban őrzik.
- Meriptah (A kincstár felügyelője) Hapu fia Amenhotep említi halotti templomában.
- Meriré (Kincstárnok)
- Ptahmosze (Főkincstárnok) neve a 30. évből maradt fenn, mikor korsókat adományozott a szed-ünnephez.
- Szimut (Az arany- és ezüstház felügyelője, Karnak minden szerződésének lepecsételője, Ámon második prófétája) sírja a thébai A24-es számú.
- Szobekmosze, más néven Panehszi (kancellár, kincstárnok) nevét is említik a 30. évben megrendezett jubileumi ünnepséggel kapcsolatban. Sírja a mai er-Rizeikatban található, feltehetőleg erről a vidékről származott. Szülei neve Szobeknaht és Hatsepszut. Fia, Szobekhotep is a kincstárban szolgált.

### A magtár őrei
- Haemhat, más néven Mahu (Alsó- és Felső-Egyiptom magtárainak felügyelője) a TT57-es sírba temetkezett feleségével, Tijivel.
- Ramosze (Alsó- és Felső-Egyiptom magtárainak felügyelője) sírja a TT46-os.

### Más magas rangú tisztségviselők
- Merimosze (Núbia alkirálya) szarkofágja a British Museumban található.
- Meriré (Kincstárnok) sírjában Szennefer kancellár nevét is említik; lehetséges, hogy ugyanaz a személy. A sírja (II.4) a Bubaszteion közelében található.
- Tjenuro (Memphisz polgármestere) és Ipai (Királyi dajka, Ámon énekesnője) múmiaformájú szobrait megtalálták. Ipai úrnőt szobra Ozirisz formájában mutatja (szakállal).
- Uszerhat, Ámon földjeinek felügyelője IV. Thotmesz vagy III. Amenhotep idején. Sírja a Királyok völgye 45.

## Papság

### Ámon papsága
- Ptahmosze (Ámon első prófétája) egyben vezír is
- Meriptah (Ámon első prófétája) a 20. évtől szolgált főpapként
- Anen (Ámon második prófétája, A király pecséthordozója) Juja és Tuja fia, Tije királyné fivére. Amenhotep uralkodásának negyedik évtizedében otthagyta hivatalát. Sírja a TT120-as. Anyja szarkofágján megemlítik nevét.
- Szimut negyedik, majd második próféta (lásd feljebb, Szimut kincstárnok)
- Amenemhet (Ámon harmadik prófétája)
- Maetka (Ámon papnője) férje Szenena, Ámon fő aranyművese; lányuk Maetka.

### Ptah memphiszi papsága
- Penbenebesz (Ptah memphiszi főpapja) csak Anhefenszahmet genealógiájából ismert[1]
- Wermer (Ptah memphiszi főpapja) csak Anhefenszahmet genealógiájából ismert[1]
- Ptahmosze, Thotmesz fia (Ptah memphiszi főpapja, kancellár)
- Ptahmosze, Menheper fia (Ptah memphiszi főpapja)
- Thotmesz herceg (A király legidősebb fia, Ptah memphiszi főpapja, Ptah memphiszi „szem”-papja, Alsó- és Felső-Egyiptom prófétáinak felügyelője) trónörökös, III. Amenhotep és Tije legidősebb fia. A herceg valamikor apja uralkodásának harmadik évtizedében halt meg.
- Pahemneter (Ptah memphiszi főpapja) Ptahmoszénak (Menheper fiának) a fia
- Meriptah (A fáraó házának papja és háznagya) egy leideni szobráról és malkatai korsóiról ismert. Dzsehutimesz vezír és polgármester, valamint Taui úrnő fia, Ptahmosze, Thotmesz fia főpap és kancellár fivére.
- Nahtmin (A fáraó házának papja és háznagya)

### Más papok
- Amenemhet (A látók legnagyobbika – Ré héliopoliszi főpapja) legalább az egyik szed-ünnepen részt vett.
- Juja, Min főpapja, lásd feljebb.
- Tjaitjai (Az Ötök legnagyobbika Thot templomában, A hebenui Hórusz első prófétája) Paka, a medzsaik elöljárójának fia.

## Hadsereg
- Aperel (A lovasság parancsnoka)
- Horemheb (Sorozási írnok, A lovasság parancsnoka, Amenemopet hercegnő nevelője) Iszet fia, Atuia férje; fia Pawah. Horemheb hosszú pályafutása során III. Thotmesz, II. Amenhotep, IV. Thotmesz és III. Amenhotep uralkodása alatt is szolgált. Sírja a TT78-as.
- Hui tábornok, Aperel vezír fia (lehetséges, hogy nem III. Amenhotep uralkodása alatt, hanem később, Ehnaton idején szolgált).
- Ineni (A kaszárnyák parancsnoka)
- Juja, lásd fentebb
- Nebamon (Nyugat-Théba rendőrfőnöke, Zászlóhordozó a királyi bárkán) IV. Thotmesz és III. Amenhotep uralkodása alatt szolgált; kétszer házasodott (feleségei Szenszenbut és Tiji), fia Haemuaszet, lányai Szegerettaui „királyi ékszer”, Weret és Jui. Nebamon sírja a TT90-es.
- Res (Tjel erődjének parancsnoka) katonatiszt IV. Thotmesz és III. Amenhotep uralkodása alatt. A bubaszteioni sziklák közt, az I.3-as sírban temették el. Az Alain Zivie vezette francia expedíció fedezte fel sírját.
- Weszi (A Két Föld Ura íjászainak parancsnoka, Az „Ámon szépsége előtt” hajó zászlóvivője) Szakkarából ismert.